# Johann Heinrich Offermann
Johann Heinrich Offermann (* 1748 in Montjoie; † 1793 in Brünn) war ein österreichischer Textilunternehmer und der Begründer der Unternehmerdynastie von Offermann.

## Leben
Offermann ist der Sohn von Wilhelm Offermann und seiner Frau Katharina Gertrud, geborene Floß. Er wurde am 8. November 1748 in Montjoie getauft. Nachdem Johann Leopold Köffiller 1768 die in einem schlechten Ruf stehende ärarische Tuchfabrik in Brünn gepachtet hatte, war er trotz Vorschussunterstützungen damit wenig erfolgreich. Um die Qualität der Tuche zu verbessern, warb der Direktor Johann Bartholomäus Seitter deutsche Tuchmacher nach Brünn. Zu den 1771 aus der Tuchmacherstadt Montjoie im Herzogtum Jülich angeworbenen Spezialisten gehörte neben Offermann auch Wilhelm Mundy.
Offermann trat als Kassierer in die Köffillersche Tuchfabrik ein und erhielt 1786 durch Kaiser Joseph II. das Privileg zur Gründung eines eigenen Unternehmens. Am 28. Mai 1787 heiratete Offermann in Pressburg (Aufgebot am 6., 13. 14. Mai in Brünn) Maria Elisabeth Schäffer aus Pressburg, Tochter des Johann Karl Schäffer und der Anna Rosina Sarköczy. Die binnen kurzer Zeit florierende Offermannsche Tuchmanufaktur wurde 1791 als Mährische Landesfabrik privilegiert. Im Jahre 1793 verstarb Offermann frühzeitig.
Die Leitung des Unternehmens wurde dem Tuchhändler Abraham Greisinger, der auch die Vormundschaft über Offermanns drei minderjährige Söhne übernahm. Mit Erreichung der Volljährigkeit übernahm Offermanns jüngster Sohn Karl im Jahre 1819 das inzwischen zur größten Brünner Textilfabrik angewachsene Unternehmen.